# Stephen Frey
Pour les articles homonymes, voir Frey.
Stephen Frey, né en 1960 dans l’état de Floride, est un auteur américain de roman policier. Il signe parfois ses textes Stephen W. Frey.

## Biographie
Il fait ses études supérieures à l’Université de Virginie où il obtient un maîtrise en administration des affaires en 1987.  Il entre à la banque J.P. Morgan où il s’occupe du secteur fusion-acquisition avant d’être vice-président de la banque au siège social de New York et membre du conseil d’administration de deux banques européennes.  Admirateur de John Grisham et Tom Clancy, il décide de suivre leurs traces et abandonne sa carrière à Wall Street pour devenir directeur général d’une modeste société de capital-investissement, sise en Floride, ce qui lui donne du temps pour se consacrer à l’écriture.
En 1995 paraît Offre publique d’assassinat, un thriller qui se déroule, comme tous les romans suivants de Stephen Frey, dans les milieux de la finance.  Dans The Chairman (2005) apparaît pour la première fois son héros récurrent, Christian Gillette, une ancienne superstar de 36 ans qui travaille pour la firme privée de capital-investissement Everest Capital. Quand le fondateur meurt subitement, Gillette est choisi pour prendre son siège et assumer de périlleuses décisions.
The Fourth Order (2007), bien que toujours situé dans les cercles de la haute finance, est un récit policier mâtiné d’espionnage.

## Œuvre

### Romans

#### SérieChristian Gillette
- The Chairman (2005)
- The Protégé (2005)
- The Power Broker (2006)
- The Successor (2007)

#### Autres romans
- The Takeover (1995) Publié en français sous le titre Offre publique d’assassinat, Paris, Éditions du Seuil, coll. Seuil policiers, 1997 ; réédition, Paris, Points. Thriller no P1604, 2007
- The Inner Sanctum (1997)
- The Vulture Fund (1997) Publié en français sous le titre Opération Vautour, Paris, Éditions du Seuil, coll. Seuil policiers, 1998 ; réédition, Paris, Points. Thriller no P1841, 2008
- The Legacy (1998)
- The Insider (1999) Publié en français sous le titre Délits d’initiés, Paris, Éditions du Masque, Le Masque no 2496, 2005
- Trust Fund (2001) Publié en français sous le titre La Dynastie Hancock, Paris, Éditions du Masque, 2002 ; réédition, Paris, Pocket no 11842, 2004
- The Day Trader (2002)
- Silent Partner (2003)
- Shadow Account (2004)
- The Fourth Order (2007), roman d’espionnage
- Forced Out (2008)
- Hell's Gate (2009)
- Heaven's Fury (2010)
- Arctic Fire (2012)